# Гнезьдзиська
Гнезьдзиська (пол. Gnieździska) — село в Польщі, у гміні Лопушно Келецького повіту Свентокшиського воєводства.
Населення — 870 осіб (2011).
У 1975-1998 роках село належало до Келецького воєводства.

## Демографія
Демографічна структура на день 31 березня 2011 року:
|          | Загалом | Допрацездатний вік | Працездатний вік | Постпрацездатний вік |
| -------- | ------- | ------------------ | ---------------- | -------------------- |
| Чоловіки | 420     | 94                 | 289              | 37                   |
| Жінки    | 450     | 92                 | 272              | 86                   |
| Разом    | 870     | 186                | 561              | 123                  |